# Disa cardinalis
Disa cardinalis är en orkidéart som beskrevs av Hans Peter Linder. Disa cardinalis ingår i släktet Disa och familjen orkidéer. Inga underarter finns listade i Catalogue of Life.